# 窪徳忠
窪 徳忠（くぼ のりただ、1913年〈大正2年〉9月25日 - 2010年〈平成22年〉10月2日）は、日本の宗教民俗学者、東京大学名誉教授。

## 経歴
1913年(大正2年)東京生まれ。[1937年(昭和12年)東京帝国大学東洋史学科卒業。東京府立豊島師範学校教諭。1938年(昭和13年)応召され、1942年(昭和17年)召集解除となる。東方文化学院研究員、1949年(昭和24年)東京大学東洋文化研究所助教授。
40歳のころ、庚申信仰の起源を巡り中国伝来の道教三尸説起源説を主張し、それまで日本固有説を取っていた他の民俗学者たちと激論となり、国内の実地調査に入りまとめて論証した。
1962年(昭和37年)東京大学文学博士。1964年(昭和39年)教授となる。1973年(昭和48年)東洋文化研究所長で1975年(昭和50年)定年退官となり、名誉教授。文教大学教授。1976年(昭和51年)紫綬褒章受章。1979年(昭和54年)二松学舎大学教授。1982年(昭和57年)鶴見大学教授を最後に1984年(昭和59年)退職する。勲三等旭日中綬章受章。
1997年から沖縄国際大学南島文化研究所では、琉球・中国の関係などを研究する沖縄在住の研究者に対し、窪の名前を冠した「窪徳忠琉中関係奨励賞」を設けた。
2010年10月2日午後3時4分、心不全のため死去。97歳没。

## 業績
- 道教の研究を中心に、庚申信仰、「石敢當」等の沖縄の民俗など幅広く研究した。
- 庚申信仰の起源について、柳田國男が提唱して、通説となっていた従来の日本固有説に対して、中国道教の三尸説起源説を唱え、日本各地の実地調査を行い、論証して覆して主流の説とした[2]。
- 中国や台湾、沖縄などの現地調査で、道教が日本へ伝わる過程と変容を研究した[4]。

## 著書
- 『道教と中國社會』 1948 (平凡社全書)
- 『庚申信仰』 山川出版社, 1956
- 『庚申信仰の研究 日中宗教文化交渉史』 日本学術振興会, 1961
- 『庚申信仰の研究 年譜篇』 帝国書院, 1963
- 『道教百話 仙人へのあこがれ』 筑摩書房, 1964, のち講談社学術文庫
- 『中国の宗教改革 全真教の成立 アジアの宗教文化2』 法蔵館, 1967
- 『庚申信仰の研究 島嶼篇』 勁草書房, 1969
- 『沖縄の習俗と信仰 中国との比較研究』 東京大学出版会、1971
- 『道教史』 山川出版社, 1977 (世界宗教史叢書)
- 『中国宗教における受容・変容・行容 道教を軸として』 山川出版社, 1979
- 『中国文化と南島 南島文化叢書1』 第一書房, 1981
- 『道教入門』 南斗書房, 1983
- 『道教の世界』 学生社, 1987, のち講談社学術文庫
- 『道教の神々』 平河出版社, 1986, のち講談社学術文庫
- 『わたしの足跡』 第一書房, 1988
- 『目でみる沖縄の民俗とそのルーツ』 沖縄出版, 1990
- 『沖縄の民間信仰 中国文化からみた』 おきなわ文庫 ひるぎ社, 1992
- 『モンゴル朝の道教と仏教 二教の論争を中心に』 平河出版社, 1992
- 『窪徳忠著作集』全9巻 第一書房、1997-2000

## 共編著
- 『宗教』 西順蔵共編 大修館書店, 1967 (中国文化叢書)
- 『沖縄の社会と習俗』 東京大学出版会, 1970
- 『生命哲学のすすめ 自然との合一を求める生き方』 有斐閣選書, 佐々木雄司共編, 1976
- 『沖縄の外来宗教 その受容と変容』 弘文堂, 1978
- 『東南アジア華人社会の宗教文化』 耕土社, 1981
- 『中国の泰山』 沢田瑞穂共著, 講談社, 1982 (世界の聖域)
- 『沖縄の風水』 平河出版社, 1990

## 記念論集
- 窪徳忠, 窪徳忠先生沖縄調査二十年記念論文集刊行委員会『沖縄の宗教と民俗 : 窪徳忠先生沖縄調査二十年記念論文集』第一書房、1988年。全国書誌番号:89013079。